# Asques (Gironde)
Asques is een gemeente in het Franse departement Gironde (regio Nouvelle-Aquitaine) en telt 474 inwoners (1999). De plaats maakt deel uit van het arrondissement Libourne.

## Geografie
De oppervlakte van Asques bedraagt 6,3 km², de bevolkingsdichtheid is 75,2 inwoners per km².
De onderstaande kaart toont de ligging van Asques (Gironde) met de belangrijkste infrastructuur en aangrenzende gemeenten.

## Demografie
Onderstaande figuur toont het verloop van het inwonertal (bron: INSEE-tellingen).